# Bill Dineen
William Patrick „Bill“ Dineen (* 18. September 1932 in Arvida (heute Stadtteil von Saguenay), Québec; † 10. Dezember 2016 in Lake George, New York, USA) war ein kanadischer Eishockeyspieler (Rechtsaußen) und -trainer, der von 1953 bis 1958 für die Detroit Red Wings und Chicago Black Hawks in der National Hockey League spielte. Für seine Verdienste in der American Hockey League wurde der Kanadier 2014 mit der Aufnahme in die AHL Hall of Fame geehrt.

## Karriere
Dineen spielte während seiner Juniorenzeit bei den Toronto St. Michael’s Majors in der Ontario Hockey Association.
In der Saison 1953/54 kam er bei den Detroit Red Wings zu seinem Debüt in der National Hockey League. In seinen beiden ersten Jahren konnte er mit den Red Wings den Stanley Cup gewinnen. Im Laufe der Saison 1957/58 wurde er an die Chicago Black Hawks abgegeben. Dort beendete er die Saison, die seine letzte in der NHL sein sollte. Weitere 13 Jahre spielte er in den unteren Ligen. In der American Hockey League trug er das Trikot der Buffalo Bisons, Cleveland Barons, Rochester Americans und Quebec Aces, bevor er 1964 zu den Seattle Totems in der Western Hockey League wechselte. Bis 1970 blieb er dort, bevor er innerhalb der Liga zu den Denver Spurs wechselte. Dort war er als Spielertrainer tätig und löste Rudy Pilous ab, der in Chicago sein Trainer war.
Nur noch als Trainer war er bei den Houston Aeros tätig. Er war der erste Trainer des Teams, das in der neu gegründeten World Hockey Association spielte, und er blieb in der sechsjährigen Geschichte des Teams auch der einzige. Nachdem das Team aufgelöst worden war, betreute er in der letzten WHA-Saison die New England Whalers.
Vier Jahre später übernahm er beim Farmteam der Detroit Red Wings, den Adirondack Red Wings, in der AHL wieder einen Cheftrainerposten. Sechs Jahre blieb er in Adirondack.
In der Saison 1991/92 löste er Paul Holmgren als Trainer der Philadelphia Flyers ab. Neben Dineen selbst verpflichteten die Flyers auch seinen jüngsten Sohn Kevin, der der sportlich erfolgreichste seiner Söhne werden sollte. Der Älteste, Peter, stand in Adirondack in seinem Kader und brachte es nur auf 13 Einsätze in der NHL, der dritte seiner Söhne, Gord, spielte nie unter seinem Vater und bestritt 528 Spiele in der NHL. Nachdem die Flyers in der Saison 1992/93 mit dem hoch gehandelten Eric Lindros in dessen erster Saison nicht die Playoffs erreichen konnte, trennte sich das Flyers-Management nach nur einem Jahr von Dineen.

## Sportliche Erfolge
- Stanley Cup: 1954 und 1955
- Avco World Trophy: 1974 und 1975 (als Trainer)
- Calder Cup: 1986 und 1989 (als Trainer)

### Persönliche Auszeichnungen
- WHL Second All-Star Team: 1967
- Teilnahme am NHL All-Star Game: 1954 und 1955
- Howard Baldwin Trophy: 1977 und 1978
- Louis A. R. Pieri Memorial Award: 1985 und 1986
- Aufnahme in die AHL Hall of Fame: 2014